# Sparaxis bulbifera
Sparaxis bulbifera es una especie de planta bulbosa perteneciente a la familia de las iridáceas. Es originaria de la Provincia del Cabo Occidental en Sudáfrica y naturalizada en las Azores y Australia.

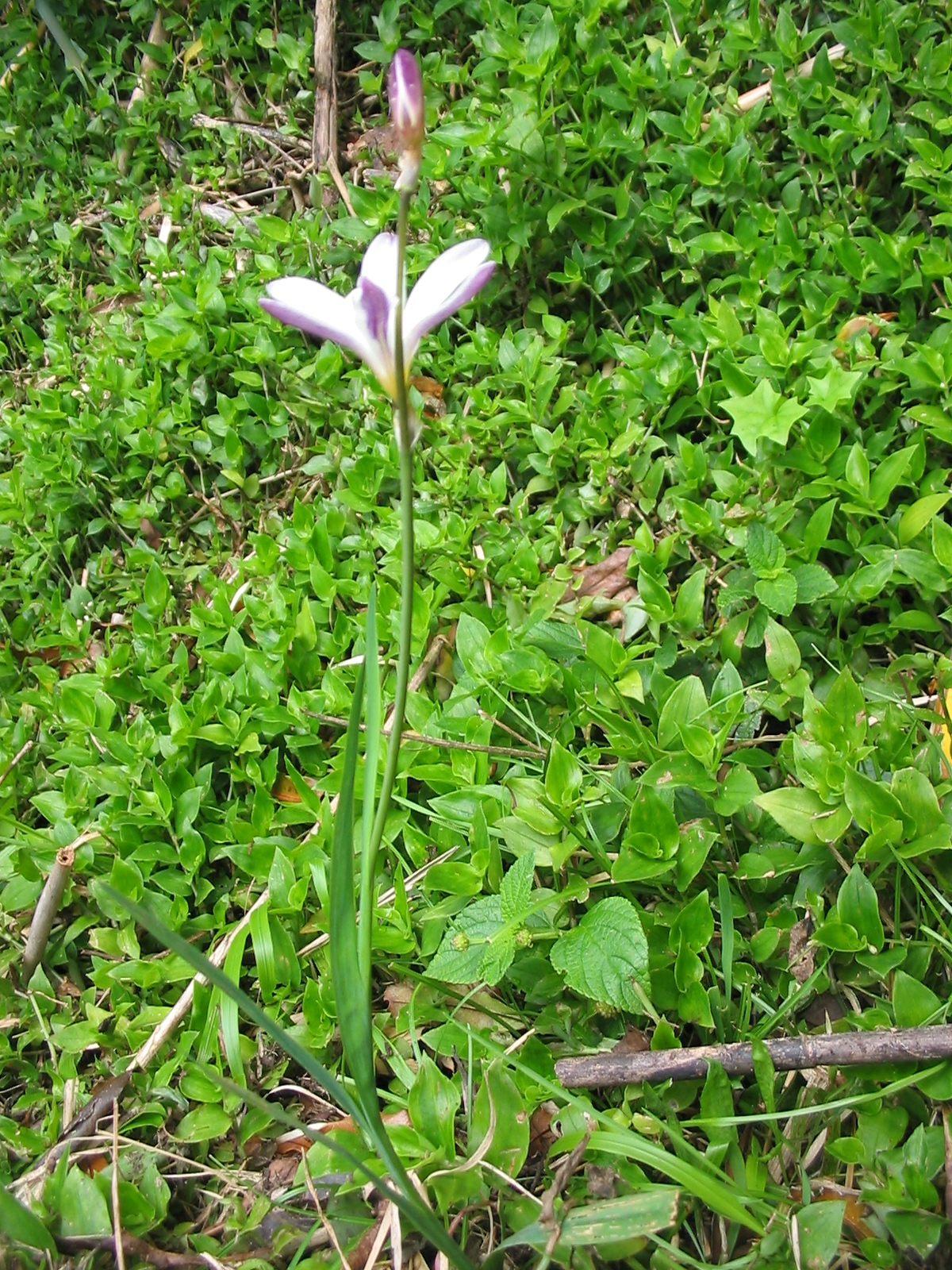
En su hábitat

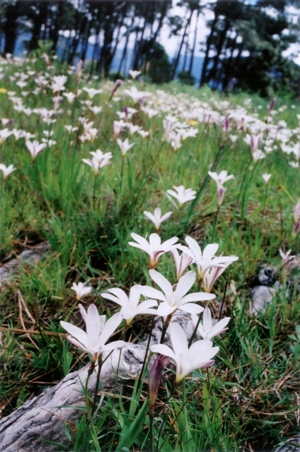
Flores

## Descripción
Sparaxis bulbifera, es una planta herbácea perennifolia, geofita que alcanza un tamaño de 0.15 - 0.5 m de altura. Se encuentra a una altitud de 120 - 245 metros en Sudáfrica.

## Distribución
Sparaxis bulbifera, tiene flores de color blanco y  numerosos cormos de donde crecen  los tallos que son a menudo ramificados. Se encuentra en las planicies de arena o piedra caliza húmedos en la Provincia del Cabo Occidental en Sudáfrica.

## Taxonomía
Sparaxis bulbifera fue descrita por (L.) Ker Gawl. y publicado en Journal of Botany, British and Foreign 66: 141. 1928.
Etimología
Sparaxis: nombre genérico que deriva de las palabras griegas:
sparasso, que significa "romper", y alude a la forma de las brácteas florales

bulbifera: epíteto latíno que significa "con bulbos"
Sinonimia
- Belamcanda bulbifera (L.) Moench
- Ixia alba L.
- Ixia anemoniflora DC.
- Ixia bulbifera L.	basónimo
- Pardanthus bulbiferus (L.) Klatt
- Sparaxis albiflora Eckl.[8][9]